# Beltrán de la Cueva
Beltrán de la Cueva y Mercado (Úbeda, c. 1435-Cuéllar, 1 de noviembre de 1492) fue un noble, político y militar castellano, considerado uno de los personajes más importantes de su tiempo, por ser la mano derecha de Enrique IV de Castilla, junto a Juan Pacheco, marqués de Villena, y a Miguel Lucas de Iranzo, condestable de Castilla.
Hijo de Diego Fernández de la Cueva, I vizconde de Huelma y de Mayor Alfonso de Mercado, una familia de nobleza menor, consiguió ascender rápidamente en la corte del rey, obteniendo importantes mercedes, como el Condado de Ledesma, el maestrazgo de la Orden de Santiago, el Condado de Huelma y finalmente el Ducado de Alburquerque, convirtiéndose en el tronco de una de las familias aristocráticas más importantes de España. Debido a esta especial privanza con el rey, y a los rumores de impotencia que pesaban sobre la figura del monarca, fue acusado de ser el padre de la princesa Juana, apodada vulgarmente por sus enemigos la Beltraneja.

## Biografía
Las crónicas sitúan en 1456 el año del primer encuentro entre Enrique IV de Castilla y Beltrán de la Cueva, lo que Antonio Rodríguez Villa, siguiendo los testimonios de las crónicas de la época, sitúa en los primeros días de la primavera. Las fuentes señalan que el rey se hospedó en casa del padre de Beltrán, Diego Fernández de la Cueva, que era regidor y cabeza de su linaje en Úbeda. Como agradecimiento a las atenciones recibidas, el monarca ofreció al hijo mayor de don Diego, Juan de la Cueva, un puesto en la corte, pero don Diego le rogó que ocupara el lugar don Beltrán, por tener el otro que atender el mayorazgo familiar. No obstante, el cronista Alonso de Palencia no refiere ese acontecimiento, pero sí que fue Diego Fernández quien hizo las gestiones para que su hijo ingresara en la corte al servicio regio. Beltrán llegó como paje a la corte castellana. Un año después le era concedido su primer señorío: la villa de Jimena.

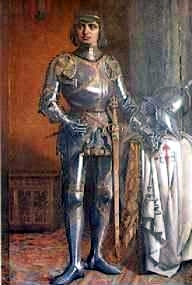
Retrato decimonónico de Beltrán de la Cueva

Establecido en la corte, Beltrán de la Cueva ascendió rápidamente gracias a sus excelentes relaciones con el rey. En 1458 fue nombrado mayordomo y maestresala. En 1459 entró a formar parte de la Orden de Santiago con el cargo de comendador de Uclés y en 1460 le fue concedida la tenencia de la fortaleza de Carmona y posteriormente la tenencia del castillo de Ágreda. En 1461 la influencia de Beltrán en la corte se vio por fin consolidada al entrar a formar parte del Consejo del rey, desplazando a Juan Pacheco, marqués de Villena, como hombre de confianza (privado) de Enrique IV. Paralelamente, su hermano Gutierre fue nombrado obispo de Palencia. Igualmente, ese mismo año le fueron concedidos la villa de Saja, los Alijares de Valdetiétar, la Figueruela, La Calera y Carcaloso, así como la villa de Colmenar de Arenas, que pasó a llamarse Mombeltrán en su honor. En 1462 se le concedió Ledesma con el título de condado, al ser acordado por intermediación regia su matrimonio con Mencía de Mendoza y Luna, hija de Diego Hurtado de Mendoza y Suárez de Figueroa, marqués de Santillana, y sobrina del que sería cardenal, Pedro González de Mendoza. Como dote de boda, se le entregó la fortaleza de Huelma, la cual cedió a su padre, Diego Fernández de la Cueva, con el título de vizcondado, aunque con la condición de que a la muerte de este pasase de nuevo a Beltrán. 
Esta fulgurante carrera, unida a la concesión en 1464 del maestrazgo de Santiago, desató las envidias y rencores de numerosos cortesanos y nobles, en especial el marqués de Villena. Con el fin de desacreditarlo políticamente, comenzaron a difundirse rumores sobre supuestas aventuras de Beltrán de la Cueva con la reina, Juana de Portugal, e incluso llegó a asegurarse que la princesa Juana no era hija del rey (al que se juzgaba impotente), sino del propio Beltrán. Por esta razón, en el futuro se comenzaría a apodar a la heredera al trono como Juana la Beltraneja. Los ataques al privado y al monarca, Enrique IV, determinaron que este último tuviese que aceptar las condiciones impuestas por la nobleza rebelde: desposeer del cargo de maestre a Beltrán de la Cueva y su expulsión de la corte. No obstante, el conde de Ledesma fue recompensado con la entrega de las villas de Anguix, Cuéllar, Alburquerque, con el título de ducado, Roa, La Codosera, Aranda, Molina, Atienza, la tenencia de Peñalcázar (Soria), así como la tenencia del castillo y fortaleza de Soria a finales de ese citado año de 1464.
La expulsión de la corte fue breve, pues Enrique IV pronto lo llamó a su lado al proseguir las revueltas de la nobleza descontenta. En 1465 se puso del lado del rey en la llamada Farsa de Ávila, acontecida el 5 de junio de ese año, conjura en la que destacados nobles (entre ellos el marqués de Villena y el arzobispo de Toledo, Alfonso Carrillo) simbolizaron el destronamiento de Enrique IV, proclamando rey al medio hermano de este, el infante Alfonso. En 1467 participó en la segunda batalla de Olmedo, cuyo resultado fue incierto, pues ambos bandos contendientes se atribuyeron la victoria. En 1468 falleció el joven infante Alfonso y la nobleza rebelde a Enrique IV prosiguió el enfrentamiento, esta vez respaldando el ascenso al trono de la medio hermana de Enrique IV, Isabel y desplazando de la sucesión, por lo tanto, a la infanta Juana.
Contra lo que pudiera imaginarse, Beltrán de la Cueva nunca tomó partido por su supuesta hija durante la Guerra de Sucesión Castellana que enfrentó a Juana con su tía Isabel entre 1474 y 1479, luego de la muerte de Enrique. Al contrario, combatió en las filas isabelinas durante varios años, tanto en la guerra sucesoria como en el asedio de Granada de 1491. Murió el día de Todos los Santos de 1492 en su castillo de Cuéllar.
Beltrán de la Cueva dedicó parte de su tiempo a glosar el Libro de cetrería de Juan de Sahagún, cetrero del rey Juan II de Castilla. De esta obra se conocen cuatro copias: dos se conservan en la Biblioteca Nacional de España, otra en la Universidad de Yale y recientemente se ha descubierto una cuarta en la Biblioteca statale di Montevergine (Mercogliano, Italia), aunque esta versión omite las glosas de Beltrán.
Utilizó como divisa personal tres maderos atados entre sí con cuerdas, formando un triángulo o una A, posiblemente por la inicial de su título ducal de Alburquerque.

## Matrimonios y descendencia
Contrajo matrimonio en primeras nupcias en Guadalajara en 1462 con Mencía de Mendoza y Luna, hija de Diego Hurtado de Mendoza y de la Vega, II marqués de Santillana, I duque del Infantado, y de su primera mujer Brianda de Mendoza y Luna. Fueron hijos de este matrimonio: 
- Francisco Fernández de la Cueva y Mendoza,[3] sucedió en su Casa a su padre.
- Antonio de la Cueva y Mendoza,[3] casó con Elvira de Ayala, genearcas de los marqueses de la Adrada.[4]
- Íñigo de la Cueva y Mendoza,[3] primero eclesiástico y después militar, que casó con su sobrina Ana de la Cueva y Mendoza, y llevaron a cabo la refundación del monasterio de Santa Clara de Cuéllar.
- Mayor de la Cueva y Mendoza,[3] casada con Pedro de Navarra y Lacarra, gran mariscal del Reino de Navarra.[3]
- Brianda de la Cueva y Luna,[3] casó con Fernando Gómez Dávila, señor de Navamorcuende, Villatoro y Cardiel.[5]
- Mencía de la Cueva.[3]

Fallecida Mencía de Mendoza en 1476, contrajo segundas nupcias en el mismo año con Mencía Enríquez de Toledo, hija de García Álvarez de Toledo y Carrillo de Toledo, I duque de Alba de Tormes, y de María Enríquez, siendo su hijo: 
- García de la Cueva y Toledo, falleció a los pocos meses de nacer.[6]

Contrajo terceras nupcias en Cuéllar, en 1482, con María de Velasco y Mendoza, viuda de Juan Pacheco, e hija de Pedro Fernández de Velasco y Manrique de Lara, sexto Condestable de Castilla, y de Mencía de Mendoza, hermana del I duque del Infantado. Fueron hijos de este matrimonio: 
- Cristóbal de la Cueva y Velasco, señor de Roa,[7] que casó con Leonor de Velasco y Carrillo, III  condesa de Siruela.
- Pedro de la Cueva y Velasco,[8] señor de Torregalindo.

Además, tuvo al menos otros dos hijos naturales:
- Con Beatriz de Santiago, su vasalla y vecina de Cuéllar, mujer de Santiago de Palencia, alcaide de la villa, tuvo a Juan de la Cueva y Santiago, casado con Juana de Villavicencio,[9] tronco de los señores de La Canaleja (Jerez de la Frontera) y marqueses de Santa Lucía de Conchán (Perú).
- Con Isabel la Serrana, igualmente vecina de Cuéllar, engendró a Bernaldino de la Cueva.

Según los nobiliarios portugueses, tuvo un hijo de una mujer desconocida (los genealogístas españoles no lo reconocen): 
- Manuel Beltrán (Manuel Beltrão en portugués): casado con Francisca da Mota, con descendencia en Portugal.[10]

Es de creencia ser el padre natural de Juana la Beltraneja hija de Juana de Portugal
| Predecesor: Enrique IV de Castilla | Maestre de la Orden de Santiago 1462-1463 | Sucesor: Alfonso de Castilla                       |
| Predecesor: Ducado establecido     | Duque de Alburquerque 1464-1492           | Sucesor: Francisco Fernández de la Cueva y Mendoza |